# CimiMontubi
CimiMontubi S.p.A. era una azienda italiana che operava nel settore siderurgico.
Tuttavia, ancora oggi è presente una società denominata CimiMontubi S.p.A. di proprietà di Fintecna che opera nel settore della gestione e della valorizzazione del patrimonio immobiliare derivante dalla liquidazione Finsider.

## Storia
La società nasce dalla fusione tra Cimi e Montubi.
Montubi - Montaggio Materiali Tubolari S.p.A. nasce il 5 maggio 1947 a Milano per iniziativa di Dalmine S.p.A. e di altri soci privati con lo scopo di eseguire costruzioni di opere pubbliche industriali.
Cimi - Compagnia Italiana Montaggi Industriali S.p.A. nasce per volontà di Finsider il 24 agosto 1949 come Ferrotaie Società Italiana Materiali Siderurgici e Ferroviari S.p.A. per la fabbricazione e la vendita di prodotti siderurgici e metallurgici. Viene ridenominata in Cimi, per accentrare in un'unica azienda le attività relative al montaggio di impianti industriali e di strutture metalliche.
Nel 1982 Cimi e Montubi vengono fuse tra loro per creare CimiMontubi S.p.A., specializzata nella costruzione e nel montaggio di impianti industriali, inquadrata sotto la capofila Italimpianti (IRI-Finsider).
Verso la fine degli anni 80 fu privatizzata e ceduta a Belleli, come Nuova CimiMontubi S.p.A., soggetto privo delle commesse acquisite dall'azienda in Libia e Iran, fonti di pesanti oneri.
Nel 1997 Belleli cede Nuova CimiMontubi S.p.A. a Techint, che la rinomina Techint Cimimontubi S.p.A. che tutt'oggi ancora esiste.

## Attività
Tra il 1985 e il 1986 contava 2000 dipendenti e un fatturato di 200 miliardi, con commesse in Egitto (Centrale Termoelettrica di El Kureimat), Iran (acciaierie di Mobarakeh, raffineria di Arak, compagnia petrolchimica Bandar Imam, raffineria di Leuna), Russia (acciaierie di Volžskij) Indonesia (centrali elettriche di Suralaya e Muara Tawar).
Ha partecipato alla ristrutturazione di alcuni impianti siderurgici, tra cui quelli di Taranto, di Terni e di Cornigliano e delle centrali termoelettriche e nucleari Enel.
Era anche parte del consorzio Ital Off Shore incaricato della costruzione della piattaforma VEGA.